# Żyznów
Żyznów (deutsch Tschischney, tschechisch Čížné, auch Čížná) ist ein nicht mehr bewohntes Dorf im Powiat Kłodzki in der Woiwodschaft Niederschlesien in Polen. Das Gebiet gehört zur Landgemeinde Lewin Kłodzki (Lewin) und liegt einen Kilometer nördlich von Gołaczów (Hallatsch, 1937–1945 Hallgrund) entfernt.

## Geographie
Żyznów liegt in einem tiefen Gebirgstal in den südlichen Ausläufern des Heuscheuergebirges. Es wird über eine Landstraße erreicht, die bei Jeleniów (Gellenau) von der Europastraße 67 abzweigt. Nachbarorte sind das nicht mehr existierende Łężno (Friedrichsberg) im Nordosten, Łężyce (Friedersdorf) im Osten, Kulin Kłodzki (Keilendorf) im Südosten, Gołaczów im Süden, Dańczów (Tanz) im Südwesten, Jerzykowice Wielkie (Großgeorgsdorf) im Westen und Darnków (Dörnikau) im Nordwesten. 

## Geschichte
„Zyznow“ gehörte zur Herrschaft Hummel im altböhmischen Königgrätzer Kreis und wurde erstmals 1477 urkundlich erwähnt. Damals gliederte Herzog Heinrich d. Ä., dem seit 1472 die Herrschaft Hummel gehörte, in seine Grafschaft Glatz ein. Auch nach der Auflösung der Herrschaft Hummel 1595 blieben die zugehörigen Ortschaften im Besitz der Böhmischen Kammer. Diese verkaufte Tschischney, das auch als „Großzischnei“ und „Tschischenaw“ bezeichnet wurde, 1684 dem Besitzer der Herrschaft Rückers, Johann Isaias von Hartig. Es gehörte zum Kirchspiel St. Peter und Paul in Reinerz und war zur Filialkirche St. Maria Magdalena in Friedersdorf gewidmet.
Nach dem Ersten Schlesischen Krieg 1742 und endgültig nach dem Hubertusburger Frieden 1763 kam Tschischney zusammen mit der Grafschaft Glatz an Preußen. 1793 bestand es aus 13 Häusern. Nach der Neugliederung Preußens gehörte es ab 1815 zur Provinz Schlesien und war 1816–1945 dem Landkreis Glatz eingegliedert. 1874 wurde die Landgemeinde Tschischnei zusammen mit den Landgemeinden Dörnikau, Hallatsch, Keilendorf, Kessel und Löschnei in den Amtsbezirk Hallatsch eingegliedert, der 1937 in Amtsbezirk Hallgrund umbenannt wurde. 1900 wurden in Tschischney 109 Einwohner gezählt. 1935 wurde Tschischney mit der Landgemeinde Hallatsch verbunden. Die Bevölkerung ernährte sich neben der Landwirtschaft überwiegend von der Hausweberei. 
Als Folge des Zweiten Weltkriegs fiel Tschischney 1945 wie fast ganz Schlesien an Polen und wurde in Żyznów umbenannt. Die deutsche Bevölkerung wurde vertrieben. Die neu angesiedelten Bewohner waren zum Teil Heimatvertriebene aus Ostpolen, das an die Sowjetunion gefallen war. Die Einwohnerzahl ging deutlich zurück, wodurch die meisten Häuser dem Verfall preisgegeben wurden. Heute gilt Żyznów als entvölkert. 1975–1998 gehörte es zur Woiwodschaft Wałbrzych (Waldenburg).